# Blanca de Francia
Blanca de Francia (en francés: Blanche de France), (Jaffa, 1253-París, 1320), princesa francesa, hija de Luis IX de Francia e infanta de Castilla por su matrimonio con Fernando de la Cerda, primogénito y heredero de Alfonso X el Sabio, rey de Castilla.

## Biografía
Hija de Luis IX, rey de Francia, y de su esposa, la reina Margarita de Provenza, nació en Jaffa en 1253, en el curso de la primera de las Cruzadas organizadas por San Luis.
Seis años después de su matrimonio con Fernando de la Cerda en 1269, falleció su esposo en Ciudad Real. Su suegro Alfonso X el Sabio, presionado por su segundo hijo, tuvo que ceder los derechos de los hijos de Blanca de Francia, Alfonso y Fernando, conocidos como los Infantes de la Cerda, entonces se proclamó con hechos fácticos, por parte de cierto grupo de nobles, heredero y sucesor suyo a su hijo menor, el infante Sancho, debido a la necesidad de contar con un hombre adulto que le ayudase en las labores de gobierno, y en la lucha contra los benimerines, que habían  invadido el reino, a pesar de sus múltiples intenciones de que la sucesión quedara en manos del Infante Alfonso de la Cerda. 
En vista de la situación en que habían quedado sus hijos, desposeídos de sus derechos por su tío Sancho, apoyado en un primer momento por su padre Alfonso X, Blanca de Francia solicitó la ayuda de su hermano el rey de Francia, Felipe III de Francia, quien se dispuso a invadir el reino de Castilla. 
Poco después, Blanca de Francia y su suegra Violante de Aragón, esposa de Alfonso X el Sabio, abandonaron Castilla y solicitaron la protección de Pedro III el Grande, rey de Aragón, hermano de la reina Violante, quien defendería de ahora en adelante los derechos de los Infantes de la Cerda, a pesar de mantenerlos en un estado cercano a la cautividad, en el castillo de Játiva, situado en el reino de Aragón. Poco después, Blanca de Francia se trasladó a Francia, donde reinaba Felipe III, su hermano, quien la alojó en la corte francesa. Murió en París en el año 1320.

## Matrimonio y descendencia
Contrajo matrimonio en Burgos en 1269, con Fernando de la Cerda, hijo primogénito y heredero de Alfonso X. Fruto de su matrimonio nacieron dos hijos varones:
- Alfonso de la Cerda el Desheredado (1270-1333). Pretendiente al trono castellano-leonés durante los reinados de Sancho IV, Fernando IV, y Alfonso XI  de Castilla, hasta su renuncia definitiva, ocurrida en el año 1331.
- Fernando de la Cerda (1275-1322). Señor de Lara por su matrimonio con Juana Núñez de Lara, señora de Lara.